# George Bowyer, VII baronetto
Sir George Bowyer, VII Baronetto (Radley, 8 ottobre 1811 – Londra, 7 giugno 1883), è stato un politico inglese.

## Biografia
Nato a Radley nel Berkshire (oggi Oxfordshire), George era figlio di sir George Bowyer, VI Baronet e di sua moglie, Anne Hammond Douglas. Bowyer entrò come cadetto all'Accademia militare di Woolwich e colse nel frattempo l'occasione per laurearsi in legge e praticare al Middle Temple nel 1836. Ricevette il titolo onorifico di Master of Arts dall'Università di Oxford nel 1839 e quello di dottore in diritto civile nel 1844. L'anno successivo, passò al Lincoln's Inn. Nel 1860, succedette ad entrambi i titoli di baronetto detenuti dal padre alla morte di questi.
Dopo una prima elezione contestata per la circoscrizione elettorale di Reading nel 1849, divenne finalmente membro del parlamento del Regno Unito per Dundalk dal 1852 al 1868 e per la Contea di Wexford dal 1874 al 1880. La chiesa cattolica di San Giovanni di Gerusalemme presso Great Ormond Street, Londra venne costruita col suo contributo. Largamente beneficato in onorificenze dal mondo cattolico, Bowyer fu anche cavaliere di cappa e spada di papa Pio IX. Successivamente fu Deputato Luogotenente per il Berkshire. Fu membro della Manchester Unity Order of Oddfellows.
Bowyer fu ritrovato senza vita nel suo letto al King's Bench Walk di Londra la mattina del 7 giugno 1883: il decesso sarebbe avvenuto nel sonno. Fu sepolto a Radley nel Berkshire.
Succeduto nei suoi titoli dal fratello minore, non si sposò mai.